# Ченцы (Лыченский сельский округ)
Ченцы — деревня в составе Лыченского сельского округа в Пригородном сельском поселении Переславского района Ярославской области, на истоке реки Нерли (Клязьменской).

## География
Деревня расположена на истоке реки Нерли (Клязьменской), чуть выше (в 455 м к северу по прямой от) Лыченцов, административного центра сельского округа, в окружении болот (Белое, Матрёновское и др.). Расположение относительно районного центра, города Переславля-Залесского — в 23,2 км к северу по прямой, относительно областного центра, города Ярославля — в 85,3 км к юго-западу по прямой.

## Население
| 1859 | 1905 | 1926 | 2007 | 2010 |
| ---- | ---- | ---- | ---- | ---- |
| 191  | ↗320 | ↗339 | ↘22  | ↘16  |

## Интересные факты
Село упоминается в поговорке: «Ченцы, Лыченцы, Пески, Студенец — там и свету конец».